# (741) Botolphia
(741) Botolphia es un asteroide perteneciente al cinturón de asteroides descubierto por Joel Hastings Metcalf el 10 de febrero de 1913 desde Winchester, Estados Unidos.

## Designación y nombre
Botolphia fue designado al principio como 1913 QT.
Posteriormente, se nombró en honor de la ciudad estadounidense de Boston.

## Características orbitales
Botolphia está situado a una distancia media del Sol de 2,719 ua, pudiendo acercarse hasta 2,528 ua. Su inclinación orbital es 8,415° y la excentricidad 0,07029. Emplea en completar una órbita alrededor del Sol 1637 días.